# مرتل گرو (فلوریدا)
مرتل گرو (به انگلیسی: Myrtle Grove) یک منطقهٔ مسکونی در ایالات متحده آمریکا است که در شهرستان اسکامبیا، فلوریدا واقع شده‌است. مرتل گرو ۱۷٫۴ کیلومتر مربع مساحت و ۱۵٬۸۷۰ نفر جمعیت دارد و ۲۳ متر بالاتر از سطح دریا واقع شده‌است.